# Lei de Baer
Em geologia, a lei de Baer, com homenagem a Karl Ernst von Baer, refere-se à ação assimétrica de erosões nas margens dos rios. Assim, com influência do movimento rotativo do planeta Terra, no hemisfério norte, a erosão ocorre sobretudo nas margens da direita dos rios, sendo que no hemisfério sul, tal ação desenvolve-se nas margens da esquerda. Este efeito
é proporcional à massa correspondente da corrente de água, sendo mais evidente quanto maiores são rios, como são exemplo os rios Dnieper, Obi, Nilo, Paraná). Em 1926, Albert Einstein, escreveu um artigo explicando as causas deste fenómeno.